# Дворецкий сельсовет (Рогачёвский район)
Дворецкий сельсовет — административная единица на территории Рогачёвского района Гомельской области Республики Беларусь. Административный центр — агрогородок Дворец.

## Состав
Дворецкий сельсовет включает 20 населённых пунктов:
- Анновка — деревня.
- Бирчанская Слобода — деревня.
- Великие Филипковичи — деревня.
- Барсуки — деревня.
- Гусаровка — деревня.
- Дворец — агрогородок.
- Дворецкая Слобода — деревня.
- Зелёная Рунь — деревня.
- Кошара — деревня.
- Кручполье — посёлок.
- Лисковская Слобода — деревня.
- Лукьяновка — деревня.
- Надейковичи — деревня.
- Новая Кошара — деревня.
- Пархимковская Слобода — деревня.
- Пересека — деревня.
- Плоскиня — деревня.
- Смольное — деревня.
- Старая Кошара — деревня.
- Ямное — деревня.